# Fake (banda)
Fake fue una banda sueca de synthpop que estuvo activa durante la década de 1980.

## Historia
Fake nació cuando dos músicos suecos, Erik Strömblad y Stefan Bogstedt, fundaron su propia banda, Size 46, en 1977. La banda creció a través de los años, con el baterista Stefan Sverin y los cantantes Tony Wilhelmsson y Ulrica Örn, mientras que se añadían más y más sintetizadores a su música de rock.
El segundo sencillo del grupo, Donna Rouge, fue un gran éxito en Italia. La banda interpretó esta canción en el programa de televisión Discoring en 1984 y en Festivalbar en 1985. Un álbum, New Art, fue lanzado ese mismo año. Otro sencillo, Brick, se lanzó un año después, siendo un gran éxito internacionalmente y llegando al primer puesto de los rankings italianos y groenladenses, e incluso se iba a representar la canción en el Festival de la Canción de Eurovisión 1985 por Suecia.
Después de la grabación de Brick la banda se separó.

## Discografía

### Álbum
- New Art (1984)

### Sencillos
- Dreamgirl/Warlord (1981)
- Donna Rouge (1983)
- Right (1984)
- Memories of Pan/Frogs in Spain (1984)
- Brick (1985)
- Arabian Toys (1987)